# Andrea Malfatti
Andrea Malfatti (Mori, 7 maggio 1832 – Trento, 7 febbraio 1917) è stato uno scultore italiano.

## Biografia
Nato a Mori, dopo aver studiato a Milano all'Accademia di belle arti di Brera aprì un laboratorio di scultura del marmo a Trento.
Qui nel 1864 realizzò la Fontana del Fauno Innamorato o del Bacchino, in Piazza Pasi. Lo sguardo del Fauno, intento nel versare l'acqua in un orcio, è rivolto verso una finestra di Casa Crivelli, dove lavorava Mariolina, una fanciulla di cui lo scultore era innamorato. In origine doveva rappresentare la mitica figura di Narciso. Fra gli anni '60 e '70 eseguì un restauro generale della Fontana del Nettuno, in Piazza Duomo, sostituendo tutte le statue, con l'eccezione del Nettuno stesso. Realizzò inoltre un putto bronzeo per la Fontana di Piazza delle Erbe.
Nel 1874 si trasferì a Milano.
Nel 1882 a Cremona realizzò un Monumento a Giuseppe Garibaldi, posizionato inizialmente nel centro cittadino e poi spostato in un parco della città.
Nel 1892 tornò a Trento, dove morì nel 1917.